# Édouard Ducpétiaux
Édouard Antoine Ducpétiaux, né à Bruxelles le 29 juin 1804 et mort dans cette même ville le 21 juillet 1868, est un journaliste belge. Il fut aussi un réformateur du système pénitentiaire belge.

## Biographie

### Origines familiales et vie privée
Les Ducpetiaux sont d’origine hennuyère. Le trisaïeul d’Edouard, nommé Pierre Joseph Dupetiau, avait épousé à Valenciennes, paroisse Saint-Nicolas, le 20 novembre 1699 Marie Anne Alberte Goval ou Gouval, originaire de cette ville. A Mons, ils eurent dix enfants, baptisés à la paroisse Saint-Germain, et nés de 1700 à 1715. Parmi ceux-ci figure Landelin Joseph Dupetiau, baptisé à Mons, paroisse Saint-Germain, le 10 novembre 1708, qui doit son prénom à son parrain dom Landelin Gouval. Pierre Joseph Dupetiau mourut à Mons, paroisse Saint-Germain, en 1732, et l'acte précise qu'il était déjà veuf. Après avoir résidé à Mons, Landelin Joseph Dupetiau s’était ensuite établi à Bruxelles, dans la paroisse Saint-Jacques sur Coudenberg. Le nom patronymique s’écrivait de manière très fluctuante à Bruxelles puisque l’on trouve l’orthographe Dupettiau, Dupetiaux, jusqu’à du Pettiau. Landelin Joseph Dupetiaux obtint la bourgeoisie de Bruxelles le 14 décembre 1747 pour lui et pour son fils Antoine Guillaume. Il était maître orfèvre et exerça, en 1751 notamment, la fonction de contrôleur-général pour ce métier. Il résidait à la Montagne des Aveugles vis-à-vis l’abbaye de Coudenbergh lorsqu’il mourut le 5 avril 1776. Il avait eu à soutenir de nombreux procès relatifs à son activité professionnelle . Veuf de Marie Anne Joseph van der Straet, puis en secondes noces de Marianne Larue, morte à Bruxelles en 1734, il avait épousé vers 1736, en troisièmes noces, Ida, ou Idona ou encore Agnès ou Isabelle Sonius, Sonus, ou encore Zonnius ou Zoonius.
De ce mariage est issu, après Gérard Antoine né en 1739, Antoine Guillaume Dupetiaux ou Ducpetiaux, baptisé à Bruxelles (paroisse Saint-Jacques sur Coudenberg) le 24 juin 1741. Ce dernier épousa en premières noces à Bruxelles le 4 novembre 1778 (paroisse Saint-Gudule) Jeanne Françoise Tricot qui était, comme le précise l’acte de mariage, la sœur de Gilles Joseph Tricot, avocat au Conseil souverain de Brabant et cela depuis 1768 . Il était marchand de dentelles, et très renommé puisque Napoléon Ier lui acheta des dentelles pour l’impératrice Marie-Louise . Veuf, il épousa en secondes noces en 1800 Marie Françoise Lock (née à Bruxelles, paroisse Sainte-Gudule, en 1752, morte en 1822) qui était pour ainsi dire la fille adoptive du sieur Pierre Joseph Vander Borcht (Bruxelles 1739 - Bruxelles 1808) et de son épouse Louise Hens (Uccle 1735 - 1803), fabricants de dentelles à Bruxelles. Il mourut à Bruxelles le 11 janvier 1827.
Du premier mariage d’Antoine Guillaume naquit à Bruxelles (paroisse Sainte-Gudule) le 18 septembre 1780, Jacques Joseph François Ducpetiaux, qui fut intéressé dans le négoce de son père. Il épousa à Gand (paroisse Saint-Bavon le 29 mai 1802) Marie Caroline de Naeyer (Gand, paroisse Saint-Bavon 1783 – Bruxelles 1860), d’une famille notable de Gand, et il mourut en 1849. 
Issu de ce mariage, Antoine Edouard Ducpetiaux est né à Bruxelles le 29 juin 1804. Alors qualifié d’avocat, il épousa à Bruxelles le 11 juillet 1833, en premières noces, la très jeune Caroline Kauffmann qui était née à Liège le 7 décembre 1817. Il divorça assez rapidement, et le divorce fut prononcé en 1837. En secondes noces, à Bruxelles en 1842, il épousa Pauline Marie Delehaye née à Anvers le 5 juillet 1819 et morte à Bruxelles le 22 juin 1880, fille d’Alexandre Edouard Delehaye, résidant à Paris et directeur honoraire de la Banque de Lille.

### Journaliste sous leroyaume uni des Pays-Bas

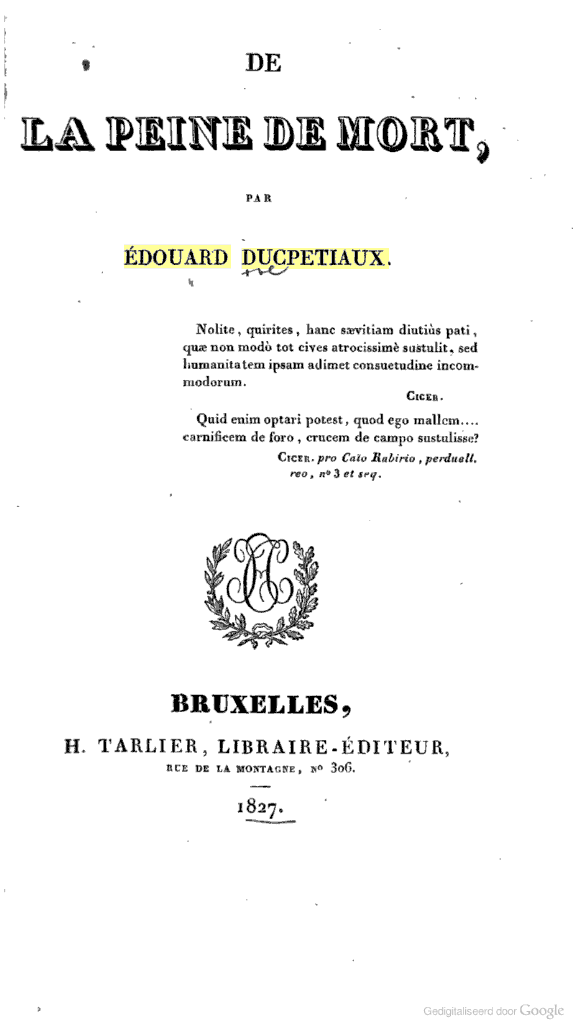
Page de titre de De la peine de mort (1827).

Édouard Ducpétiaux a fréquenté les universités de Liège, Leyde et Gand. Il a obtenu son diplôme de docteur en droit le 14 juillet 1827. Ses études finies, il s'inscrit au barreau de Bruxelles et sera ensuite journaliste.
Peu de temps après, il a écrit De la peine de mort (1827) où il cherche à montrer la barbarie et l'inefficacité de la peine capitale. Il fit paraître ensuite deux brochures (De la justice de prévoyance, et particulièrement de l'influence de la misère et de l'aisance, de l'ignorance et de l'instruction sur le nombre des crimes et De la justice de répression et particulièrement de l'inutilité et des effets pernicieux de la peine de mort) commentant Du système pénal et répressif en général et de la peine de mort en particulier (1827) de Charles Lucas.
À la suite des critiques qu'avait essuyées le nouveau code pénal, Carel Asser, référendaire au Conseil d'État et attaché au ministère de la Justice, avait publié Coup-d'œil sur quelques principes essentiels du droit criminel, dans leur rapport avec le projet de code pénal afin de les réfuter. Ducpétiaux critiqua cet ouvrage en janvier 1828 dans Observations critiques sur l'apologie de la peine de mort, par M. C. Asser, secrétaire de la commission pour la rédaction du nouveau code pénal. Asser porta plainte contre Ducpétiaux et sa brochure fut saisie le 24 février. Il était accusé de faux, de contrefaçon partielle, d'escroquerie et de calomnie. Ducpétiaux adressa alors à la chambre basse du parlement néerlandais un exemplaire de sa brochure accompagné d'une pétition protestant contre les poursuites dont il était l'objet. Il obtint le soutien de parlementaires tels que Charles de Brouckère, Charles Le Hon et Dirk Donker Curtius. Ducpétiaux finit par être acquitté de toutes les charges retenues contre lui.
Le 1er juillet de la même année, deux journalistes français de L'Argus, Louis Bellet et Henri Jador, furent condamnés par la cour d'assise du Brabant-Méridional à un an de prison pour avoir écrit une plaisanterie critique contre un impôt et le projet de nouveau code pénal. Ayant fait appel à la clémence royale, la peine fut remise, mais ils furent expulsés du territoire néerlandais. Rédacteur au Courrier des Pays-Bas, journal bruxellois de tendance libérale, Ducpétiaux écrivit le 28 octobre 1828 un article en faveur des deux Français, affirmant que la constitution avait été violée. Le lendemain, il fut incarcéré à la prison des Petits-Carmes, accusé d'avoir répandu des nouvelles tendant à troubler les paisibles citoyens, cherché par ses écrits à semer la défiance contre le gouvernement de Sa Majesté, et la division parmi les habitants, troublé le bon ordre dans le royaume, offensé et injurié de hauts fonctionnaires de l'État. Le 13 décembre, il fut condamné à un an de prison et à 500 florins d'amende. En tout, il fit plus d'un an de prison car il ne fut libéré que le 27 janvier 1830, un an après son pourvoi en cassation. Durant son incarcération, il a continué d'écrire des articles pour son journal.

### Durant larévolution belge

Le premier drapeau belge.

Le 25 août 1830, la révolution belge débuta. Le 26, Lucien Jottrand, avocat et rédacteur au Courrier des Pays-Bas, chargea son collègue Ducpétiaux de remplacer les drapeaux français qui flottaient un peu partout dans Bruxelles par celui des éphémères États-Belgiques-Unis. Ducpétiaux fit coudre par Marie Abts les deux premiers drapeaux belges qui ont flotté sur le balcon de l'Hôtel de ville de Bruxelles.
En septembre, en tant que lieutenant de la garde bourgeoise, il a participé au maintien de l'ordre. Le prince Frédéric fit alors proclamer qu'il allait marcher sur Bruxelles et que toute résistance serait repoussée par les armes. Devant cette menace, une adresse fut rédigée le 22 septembre à l'intention du prince afin qu'il suspende son opération, une session extraordinaire des États généraux ayant été convoquée pour trouver une solution aux événements belges. Ducpétiaux fut chargé d'apporter le document au quartier-général du prince à Vilvorde. Sur place, il fut arrêté et transféré à la citadelle d'Anvers où une commission militaire le condamna à mort.
Après diverses tractations entre les autorités provisoires belges et le prince Frédéric, Ducpétiaux fut relâché par le prince d'Orange qui remplaçait provisoirement son frère. Le 11 octobre, Ducpétiaux était de retour à Bruxelles ; il repartit à Anvers le 13 pour négocier en vain avec Frédéric l'échange de prisonniers.
Il participa ensuite à la prise d'Anvers et échoua à se faire élire en novembre au Congrès national.

### Inspecteur général des prisons et des établissements de bienfaisance
Le 29 novembre 1830, le gouvernement provisoire le nomma inspecteur général des prisons et des établissements de bienfaisance, poste qu'il a occupé jusqu'en 1861.
Dès 1832, il soumit au gouvernement un projet de loi visant à réformer les « maisons d'aliénés ». Il est membre de la commission instituée, en 1841, pour l'amélioration de la condition des aliénés en Belgique.
En matière pénitentiaire, Ducpétiaux pensait que la prison devait régénérer les détenus, régénération passant par l'expiation, l'amendement, l'organisation du travail, l'éducation, l'enseignement religieux élémentaire et l'enseignement industriel et enfin l'isolement continuel des prisonniers. En complément de l'action des prisons, il voyait dans le patronage des prisonniers libérés un moyen de réinsertion sociale. 
Il milita pour l'adoption du système cellulaire et la prison de Louvain, inaugurée en 1860, fut considérée comme un modèle du genre. Ducpétiaux pensait que l'emprisonnement séparé répondait au triple but de la peine (répression, prévention et amendement) et que ce système remplaçait le plus efficacement la peine de mort.
Il fit créer des Écoles de réforme à Ruiselede (pour les garçons), Beernem (pour les filles) et Wingene (destinée à former des élèves-mousses) : il s'agissait de colonies pénitentiaires destinées à soustraire les prisonniers les plus jeunes de l'influence des détenus plus âgés et de leur apprendre un métier.
En 1843, il publia De la condition physique et morale des jeunes ouvriers et des moyens de l'améliorer où il soutient que l'État, en tant que représentant de l'ensemble de la société, doit s'impliquer dans l'amélioration des conditions de vie de la classe ouvrière et ne pas laisser cette mission dépendre uniquement de la bonne volonté du patronat. Il y préconise notamment l'enseignement obligatoire jusqu'à l'âge de quinze ans pour les filles comme pour les garçons, l'interdiction du travail pour les enfants de moins de dix ans et des horaires limités pour les enfants plus âgés ou encore la création de ce qui deviendra l'inspection du travail.

### Membre de la Commission centrale de statistique
En 1841, Ducpétiaux devint membre de la Commission centrale de statistique que le gouvernement venait de créer. Il publia de nombreux articles dans le bulletin de la Commission.
Il publia en 1855 Budgets économiques des classes ouvrières en Belgique : subsistances, salaires, population, résultats de la première enquête statistique sur le budget des ménages. L'ouvrage fut une source d'informations sur la Belgique pour Karl Marx qui le citera dans Le Capital (Livre premier).

### Fin de vie
À 57 ans, il fit un pèlerinage à Rome. Lors de son retour à Bruxelles, il a créé La Revue générale en 1865, revue qui existe toujours.
Il est mort à son domicile, rue des Arts, à Bruxelles le 21 juillet 1868 à six heures du soir. 
Il est inhumé au Cimetière de Laeken.

## Hommages
Une avenue de Saint-Gilles, à Bruxelles, porte son nom. C’est justement dans cette même avenue que se trouve la prison de Saint-Gilles (devenue en 2020 un bâtiment de la prison de Bruxelles).

## Distinctions
Le 11 avril 1847, il devint correspondant de l'Académie royale de Belgique (classe des lettres et des sciences morales et politiques). Le 4 mai 1859, il fut élu membre titulaire.
Il était aussi correspondant de l'Institut de France (Académie des sciences morales et politiques, section de morale) depuis le 16 février 1856 : il succédait à Goswin de Stassart, premier président du Sénat belge.
Édouard Ducpétiaux (1804-1868), était franc-maçon, membre de la loge Les Vrais Amis de l'union et du progrès réunis à l'Orient de Bruxelles (GOB).

## Œuvres
- De la peine de mort, 1827 (téléchargeable sur Google Livres)
- « De l'état des prisons en France et de la réforme pénitentiaire » dans Revue étrangère et française de législation, tome 4, 1837
- Des progrès et de l'état actuel de la réforme pénitentiaire et des institutions préventives, aux États-Unis, en France, en Suisse, en Angleterre et en Belgique, 1837 - 1838
- De la condition physique et morale des jeunes ouvriers et des moyens de l'améliorer, Tome I & Tome II, 1843, (téléchargeables sur Gallica)
- Le paupérisme en Belgique - Causes et remèdes, 1844 (téléchargeable sur Gallica)
- Mémoire sur l'organisation des écoles de réforme, 1848
- Colonies agricoles, écoles rurales et écoles de réforme pour les indigents, les mendiants et les vagabonds et spécialement pour les enfants des deux sexes, en Suisse, en Allemagne, en France, en Angleterre, dans les Pays-Bas et en Belgique, 1851
- Des conditions du système d'emprisonnement séparé ou cellulaire, 1858
- Du patronage des condamnés libérés, 1859
- De l'association dans ses rapports avec l'amélioration du sort de la classe ouvrière, 1860
- Exposé de la situation des écoles de réforme de Ruysselede, de Wynghene et de Beernem 1849 - 1858, Brussel, M. Hayez, 1861
- La colonisation pénale et l'emprisonnement cellulaire, 1861
- Architecture des prisons cellulaires - Étude d'un programme pour la construction des prisons cellulaires, 1863
- La question de la peine de mort envisagée dans son actualité, 1865